# Malta Stock Exchange
Malta Stock Exchange p.l.c. (in maltese: Borża ta' Malta) è la borsa valori di Malta controllata da MSE Ltd., interamente partecipata dal governo maltese. È stata fondata con l'adozione del Malta Stock Exchange Act nel 1990 ed è divenuta operativa a partire dall'8 gennaio 1992.
Ha sede nella capitale maltese, La Valletta, nell'ex chiesa della guarnigione.